# Stefan Krukowski
Stefan Wincenty Krukowski (ur. 22 stycznia 1890 w Mszczonowie, zm. 1 maja 1982 w Warszawie) – polski archeolog, profesor Instytutu Historii Kultury Materialnej PAN.
Tytuł profesora uzyskał w 1956 roku, prowadził badania w zakresie paleolitu oraz mezolitu, przewodził pracom archeologicznym na terenie Rosji a od 1925 roku prowadził badania w neolitycznej kopalni krzemienia pasiastego w Krzemionkach Opatowskich. W czasie okupacji niemieckiej Lwowa był karmicielem wszy zdrowych w Instytucie Badań nad Tyfusem Plamistym i Wirusami prof. Rudolfa Weigla we Lwowie.
Wybrane publikacje:
- Prehistoria ziem polskich, 1939, reedycja 1948
- Krzemionki Opatowskie, 1939
- Skam 71. Zbiór rozpraw prahistorycznych, 1976 (wspólnie z A. Nowakowskim)